# Notoglanidium
Notoglanidium — рід риб з підродини Auchenoglanidinae родини Claroteidae ряду сомоподібних. Має 5 види.

## Опис
Загальна довжина представників цього роду коливається від 4,8 до 12 см. Голова трохи витягнута, сплощена зверху (у кожного види відмінна ширина). Очі невеликі. Є 4 пари вусів, з яких пари з кутів рота та верхньої щелепи є найдовшими. Тулуб кремезний, подовжений. Спинний плавець помірно довгий, великий. Жировий плавець низький, довгий, але не поєднаний із спинним. Грудні та черевні плавці невеличкий. Анальний плавець високий, з короткою основою. Хвостовий плавець широкий.
Забарвлення коричневе, чорнувате, жовтувате, кремове. Шкіра плямиста або смугаста, деякі види поєднують смужки та цяточки.

## Спосіб життя
Біологія вивчена недостатньо. Є демерсальними рибами. Воліють до прісних водойм. Активні у сутінках та вночі. Вдень ховаються біля дна. Живляться ракоподібними, дрібними рибами, комахами, їх личинками.

## Розповсюдження
Мешкають у водоймах Сьєрра-Леоне, Гани, Кот-д'Івуару, Республіки Конго, Габону, Анголи.

## Види
- Notoglanidium akiri  (Risch, 1987)
- Notoglanidium boutchangai  (Thys van den Audenaerde, 1965)
- Notoglanidium depierrei  (Daget, 1979)
- Notoglanidium macrostoma  (Pellegrin, 1909)
- Notoglanidium maculatum  Boulenger, 1916
- Notoglanidium pallidum  Roberts & Stewart, 1976
- Notoglanidium pembetadi  Vreven, Ibala Zamba, Mamonekene & Geerinckx, 2013
- Notoglanidium thomasi  Boulenger, 1916
- Notoglanidium walkeri  Günther, 1903